# Helen Laupa
Helen Laupa (* 31. August 1976 in Tallinn) ist eine ehemalige estnische Tennisspielerin.

## Karriere
Laupa spielte vorrangig auf der ITF Women’s World Tennis Tour, wo sie aber keinen Titel gewann.
Für die estnische Fed-Cup-Mannschaft bestritt sie 1995 bis 1998 sechs Einzel und elf Doppel. Davon konnte sie vier Einzel und acht Doppel gewinnen.